# Большая Романиха (приток Хеты)
Больша́я Рома́ниха — река в Таймырском Долгано-Ненецком районе Красноярского края России, правый приток Хеты. Длина реки — 218 км, площадь водосборного бассейна — 5060 км².
Река берёт начало на стыке северо-восточных отрогов плато Путорана и Анабарского плато к югу от горы Атырджах-Сопка, на высоте более 306 м над уровнем моря. В верховьях течёт по горной тундре преимущественно в западном направлении, встречаются многочисленные пороги; затем, после впадения небольшой речки Аян-Бурапкит, направление меняется на северо-западное, река вытекает на равнину, где преобладает лиственничная тайга и лесотундра. В нижнем течении большое число некрупных озёр, река активно меандрирует. Впадает в Хету справа в 218 км от ее устья, ниже впадения Боярки, но выше впадания Маймечи, на высоте менее 8 м над уровнем моря. В нижнем течении ширина русла 112 м при глубине 1,7 м, скорость течения в низовьях — 0,3 м/с.

## Основные притоки
Указаны поименованные притоки длиной 30 км и более.
| Название         | Расстояние от устья | Длина | Положение |
| ---------------- | ------------------- | ----- | --------- |
| Нижний Сиегеннях | 61                  | 34    | левый     |
| Малая Романиха   | 70                  | 152   | левый     |
| Тыгдылян         | 81                  | 45    | правый    |
| Сопкалах         | 101                 | 39    | правый    |
| Кресты           | 125                 | 57    | правый    |
| Секеталылар      | 161                 | 38    | левый     |

## Данные водного реестра
По данным государственного водного реестра России и геоинформационной системы водохозяйственного районирования территории РФ, подготовленной Федеральным агентством водных ресурсов:
- Бассейновый округ — Енисейский
- Речной бассейн — Хатанга
- Речной подбассейн — Хета
- Водохозяйственный участок — Хета
- Код объекта в государственном водном реестре — 17040100112117600024910[5].